# Романівка (притока Різні)
Рома́нівка — мала річка в Україні, у Коростенському районі Житомирської області, ліва притока Різні (басейн Дніпра).

## Географія
Довжина річки 10,8  км. Висота витоку річки над рівнем моря — 168 м; висота гирла над рівнем моря — 165 м;  падіння річки — 3 м; похил річки — 0,3 м/км. Площа басейну 24,1 км².
Бере  початок на південному сході від села Ярочище. Тече на південний схід в межах села Діброва і на околиці села Дружне впадає у річку Різню (за 22 км від її гирла), ліву притоку Ірші.

## Фауна
У річці водиться бистрянка, щука звичайна, карась звичайний, окунь, пічкур та  плітка звичайна.